# ゼバット・ポーツラック
ゼバット・ポーツラック（Dzevad Poturak、男性、1977年9月20日 - ）は、ボスニア・ヘルツェゴビナ出身のキックボクサー。マスターズジム所属。K-1などの日本のメディアではジャバット・ポトラックと表記されている。
過去にユルゲン・クルト、メルヴィン・マヌーフ、ダニエル・ギタなどにも勝利しているハードパンチャー。
入場時のアラビアンな音楽に合わせて踊るダンスも特徴的。

## 来歴
9歳で松濤館流空手を始め、16歳でキックボクシングとボクシングを始めた。また、16歳で警官となり、同時に軍隊にも所属した。
2007年12月15日、K-1チェコ予選で優勝を果たした。決勝で右手の指を骨折した。
2008年11月7日、Local Kombat 31でダニエル・ギタと対戦し、左フックでダウンを奪い判定勝ち。
2010年2月13日、IT'S SHOWTIMEでダニエル・ギタと再戦し、判定負け。
2010年4月3日、日本初登場となったK-1 WORLD GP 2010 IN YOKOHAMAでアリスター・オーフレイムと対戦し、右膝蹴りでKO負け。しかし、「アリスターは首相撲からの膝蹴りを2発打つという反則を犯した」と試合後もリング上で抗議し、会見でも不満を露にしながら「アリスターには何らかのペナルティを与えてほしい」と語った。
2010年5月29日、IT'S SHOWTIMEでリコ・ヴァーホーベンと対戦し、判定負けを喫した。
2010年10月2日、K-1 WORLD GP 2010 IN SEOUL FINAL16のスーパーファイトでハリッド"ディ・ファウスト"と対戦。2Rまでに右ローキックでハリッドの左脚にダメージを与えると、3R開始直後にハリッド陣営からタオルが投入されTKO勝ちとなった。
2022年をもって現役を引退し、2024年2月現在時点でK-1のヨーロッパ南東地区におけるプロモーターに就いている

## 戦績
| キックボクシング 戦績 | キックボクシング 戦績 | キックボクシング 戦績 | キックボクシング 戦績 | キックボクシング 戦績 | キックボクシング 戦績 | キックボクシング 戦績 |
| --------------------- | --------------------- | --------------------- | --------------------- | --------------------- | --------------------- | --------------------- |
| 60 試合               | (T)KO                 | 判定                  | その他                | 引き分け              | 無効試合              |                       |
| 45 勝                 | 30                    | 15                    | 0                     | 1                     | 0                     |                       |
| 14 敗                 | 4                     |                       |                       | 1                     | 0                     |                       |

| 勝敗 | 対戦相手                     | 試合結果                                  | 大会名                                             | 開催年月日     |
| ○    | イオヌット・イフティモアイエ | 3R終了 判定                               | SuperKombat: the pilot show                        | 2011年3月18日  |
| ○    | ウェンデル・ロチェ           | 3R終了 判定                               | K-1 Fight Night 2 in Sarajevo                      | 2010年10月29日 |
| ○    | ハリッド"ディ・ファウスト"   | 3R 0:06 TKO（タオル投入：左膝のダメージ） | K-1 WORLD GP 2010 IN SEOUL FINAL16                 | 2010年10月2日  |
| ×    | リコ・ヴァーホーベン         | 3R終了 判定                               | IT'S SHOWTIME                                      | 2010年5月29日  |
| ×    | アリスター・オーフレイム     | 1R 2:40 KO（右膝蹴り）                    | K-1 WORLD GP 2010 IN YOKOHAMA 【スーパーファイト】 | 2010年4月3日   |
| ×    | ダニエル・ギタ               | 3R終了 判定0-3                            | It's Showtime                                      | 2010年2月13日  |
| ×    | ラウル・カティナス           | 3R終了 判定0-3                            | K-1 ColliZion Final Elimination                    | 2009年10月24日 |
| ○    | ピーター・ボンドラチェック   | 3R終了 判定3-0                            | K-1 ColliZion 2009 Sarajevo                        | 2009年7月3日   |
| ○    | アヤディン・ユクセル         | 3R終了 判定3-0                            | Local Kombat 33                                    | 2009年4月12日  |
| ×    | アレクセイ・イグナショフ     | 延長R終了 判定                            | K-1 in Budapest 2009                               | 2009年2月28日  |
| ×    | アーシュイン・バルラック     | 3R TKO                                    | K-1 Fighting Network Prague 2008 【1回戦】         | 2008年12月20日 |
| ○    | ダニエル・ギタ               | 3R終了 判定3-0                            | Local Kombat 31                                    | 2008年11月7日  |
| ○    | ラウル・カティナス           | 3R終了 判定3-0                            | Noc Bojovnikov 5                                   | 2008年9月12日  |
| ○    | エドアルド・マイオリノ       | 1R 1:09 KO（右フック）                    | Planet Battle: Where Champions Collide             | 2008年6月26日  |
| ○    | ヴィトー・ミランダ           | 3R終了 判定                               | K-1 Fighting Network 2008 in Vienna                | 2008年5月17日  |
| ○    | ロマン・クレイブル           | 2R 1:10 KO                                | K-1 Fighting Network Czech Republic 【決勝】       | 2007年12月15日 |
| ○    | バスラック・デュスコ         | 1R 1:27 KO                                | K-1 Fighting Network Czech Republic 【準決勝】     | 2007年12月15日 |
| ○    | ダニエル・イェーリング       | 3R終了 判定2-0                            | K-1 Fighting Network Czech Republic 【1回戦】      | 2007年12月15日 |
| ×    | ヴィトー・ミランダ           | 3R終了 判定0-2                            | K-1 Turkey Grand Prix 2007 in Istanbul 【準決勝】  | 2007年11月2日  |
| ○    | アブドラマリック・ガスニエフ | 1R 2:58 KO（右フック）                    | K-1 Turkey Grand Prix 2007 in Istanbul 【1回戦】   | 2007年11月2日  |
| ×    | セルゲイ・グール             | 3R終了 判定                               | NOC BOJOVNIKOV 4                                   | 2007年9月7日   |
| ×    | マキシム・ネレドバ           | 2R KO                                     | K-1 Hungary 2007                                   | 2007年2月24日  |
| ○    | ガボール・メイツァー         | 3R 1:20 KO（右ハイキック）                | K-1 Hungary 2007                                   | 2007年2月24日  |
| ○    | ドマジョフ・オスタジック     | 延長R終了 判定                            | K-1 Hungary 2007                                   | 2007年2月24日  |
| ○    | ユルゲン・クルト             | 3R終了 判定3-0                            | K-1 Czech 2006 Heaven or Hell                      | 2006年12月16日 |
| ○    | ジャマル・カスモフ           | 3R終了 判定2-1                            | K-1 Hungary Grand Prix 2006 in Debrecen            | 2006年8月18日  |
| ×    | セルゲイ・グール             | 3R終了 判定                               | K-1 ITALY GRAND PRIX 2006 【決勝】                 | 2006年4月8日   |
| ○    | ハンベルト・エボラ           | 2R KO                                     | K-1 ITALY GRAND PRIX 2006 【準決勝】               | 2006年4月8日   |
| ○    | リカルド・フォン・デ・ボス   | 3R終了 判定3-0                            | K-1 ITALY GRAND PRIX 2006 【1回戦】                | 2006年4月8日   |
| ○    | メルヴィン・マヌーフ         | 3R 2:55 KO                                | Gala Gym Alkmaar                                   | 2006年2月13日  |
| ○    | ユルゲン・クルト             | 3R終了 判定3-0                            | Heaven or Hell 5                                   | 2005年12月18日 |
| ×    | ニコラ・ディムコフスキー     | 3R終了 判定                               | Internatinoal Profi Tournament                     | 2005年6月14日  |

## 獲得タイトル
- K-1 チェコ予選 優勝（2007年）